# Dolga Gora
Dolga Gora – wieś w Słowenii, w gminie Šentjur. W 2018 roku liczyła 263 mieszkańców.